# Statuslehre (Recht)
Die Statuslehre geht auf Georg Jellineks Schrift „System der subjektiven öffentlichen Rechte“ aus dem Jahre 1892 zurück. Sie beinhaltet eine Kategorisierung von Grund- oder Menschenrechten, welche auch eine entwicklungsgeschichtliche Sicht des Rechts wiedergeben kann.

## Inhalt
In Anlehnung an die römische Rechtsordnung geht Jellinek davon aus, dass die Persönlichkeit eines Individuums eine Relation desselben zum Staat ist. Dieses Verhältnis nennt er Status, an den das einzelne Recht anknüpft, der aber selbst kein Recht ist: Recht hat man, Persönlichkeit ist man.
Durch den Status wird erreicht, dass die Persönlichkeit eines Individuums eine variable Größe ist, die durch entsprechende Rechte erweitert oder vermindert werden kann. Die Rechtsgleichheit wird durch gleiche objektive und subjektive Verhältnisse geschaffen (Beispiel: Wer volljährig ist, hat das Recht, den Führerschein zu machen – der Status der Volljährigkeit erweitert die Rechtsfähigkeit).
Jellinek bezeichnet die Zielsetzung aller sozialen und politischen Kämpfe als Versuch, die Persönlichkeit zu vergrößern. Als Beispiel nennt er den Bürger eines modernen Staates, der mit Wahlrecht, ungehinderter Erwerbs- und Besitzfähigkeit ausgestattet, eine verschiedene Persönlichkeit gegenüber einem Staatsmitglied ist, der an die Scholle gebunden und von der Teilnahme an einem feudalen und absoluten Staat ausgeschlossen war. Durch die Anerkennung der Persönlichkeit, so Jellinek, schränkt sich der Staat ein, indem er eine Grenzlinie zwischen sich und einem Subjekt zieht und somit einen staatsfreien Bereich anerkennt. Dieser für das Individuum geschaffene und anerkannte Freiraum sei das Produkt der modernen kulturellen Entwicklung.
Mit der Zugehörigkeit zu einem Staat befindet sich das Individuum in verschiedenen Statusverhältnissen. Die eigentliche Statuslehre ist eine Kategorisierung dieser Verhältnisse, welche noch heute bei der Einordnung von Grund- und Menschenrechten benutzt wird.

## Kategorisierung nach Jellinek
Jellinek beschrieb vier Grundstatuskategorien zur Gliederung der subjektiven öffentlichen Rechte (Reihenfolge nach Jellineks Beschreibung):

### Status subiectionis
Der Status subiectionis ist ein passiver Status, in dem sich ein Individuum befindet, das nicht zu einer bestimmten Rechtsordnung gehört. Dieser Status ist vergleichbar mit dem Homo sacer des römischen Strafrechts, da er mit keinerlei Rechten und Pflichten verknüpft ist. Hannah Arendts Forderung, man habe ein Recht, Rechte zu haben, kann als Forderung nach einer Aufhebung dieses Status betrachtet werden. Prinzipiell gibt es diesen Status seit der allgemeinen Erklärung der Menschenrechte nicht mehr, da jeder Mensch nach Artikel 2 der UN-Menschenrechtscharta zumindest die darin enthaltenen Rechte hat und nach Artikel 6 überall als rechtsfähig anerkannt werden muss.

### Status negativus
Der Status negativus bindet die sogenannten Abwehrrechte an die Persönlichkeit. Das Staatsmitglied erhält mit diesem Status einen staatsfreien Raum, weshalb ihn Jellinek auch mit dem römischen Status libertatis bezeichnet.
Jellinek führt hier die Möglichkeit einer Privilegierung des negativen Status auf und meint damit, dass es rechtsbegründete Verwaltungsakte gibt, die einer Persönlichkeit zusätzliche Freiräume einräumen, die andere nicht haben. Er nennt zum Beispiel die Erlaubnis zum Waffentragen (Waffenschein).
Der Privilegierung stellt Jellinek auch die Möglichkeit einer Minderung des negativen Status entgegen, mit der er zum Beispiel Freiheitsentzug als Strafmaßnahme meint.
Die allgemeine Formel für den negativen Status fasst Jellinek zusammen: Das Individuum soll vom Staate zu keiner gesetzeswidrigen Leistung herangezogen werden und hat demnach einen auf Anerkennung seiner Freiheit basierten Anspruch auf Unterlassung und Aufhebung der diese Norm überschreitenden obrigkeitlichen Befehle.
Der Status beschreibt entsprechend die negative Freiheit (Freiheit von).

### Status positivus
Der Status positivus bindet sogenannte Leistungsrechte an die Persönlichkeit. Jellinek benutzt dafür auch die römische Bezeichnung Status civitatis und meint prinzipiell Bürgerrechte in einem Staat. Im Gegensatz zu Reflexrechten hat das Individuum einen tatsächlichen Anspruch auf ein entsprechendes Recht (vgl. zum Beispiel den Unterschied zwischen Leistungsgewährung und Arbeitsvermittlung als Aufgabe von Jobcentern in Deutschland).
Im Gemeininteresse ausgeübte Tätigkeit, sofern diese dem Individuum Vorteile bringt, ist nach Jellinek Reflexrecht. In einer Fußnote erklärt er, dass es deshalb kein allgemeines Recht geben kann, am Wohlstand des staatlichen Gemeinwesens teilzuhaben, da dieses angebliche Recht ein Reflex staatlicher Pflicht sei. Es gibt, so Jellinek weiter, nur einen positiven Rechtsanspruch des Einzelnen auf staatliche Leistungen im individuellen Interesse, die nicht den Charakter einer Wohltat aufweisen.
Das heißt: Sozialleistungen, Grundsicherung oder Grundeinkommen, sofern sie von einem Gemeinwesen garantiert werden, sind Leistungen desselben im Interesse des Allgemeinwohls, auf die der Einzelne keinen direkten rechtlichen Anspruch hat, sondern nur einen indirekten, wenn die entsprechende Leistung rechtlich verankert wurde.
Die allgemeine Formel für den positiven Status fasst Jellinek zusammen: Der Einzelne erhält die rechtlich geschützte Fähigkeit, positive Leistungen vom Staat zu verlangen und für den Staat die rechtliche Verpflichtung, im Einzelinteresse tätig zu werden.
Der Status beschreibt entsprechend die positive Freiheit (Freiheit zu).

### Status activus
Der Status activus bindet sogenannte Beteiligungsrechte an die Persönlichkeit. Jellinek meint damit prinzipiell die politischen Rechte und nennt ihn auch Status der aktiven Civität. Dieser Status kam so nicht in der römischen Rechtsordnung vor, aber impliziert, dass er auf den Status civitatis aufbaut und sich dennoch von ihm unterscheidet. Nicht Ansprüche an den Staat bilden seinen Inhalt, sondern dass der Einzelne mögliches Objekt einer staatlichen Aktion ist. Damit ist der aktive Status das direkte Gegenstück zum negativen, der den Einzelnen vom Staat befreit.
Der Unterschied zum Reflexrecht besteht laut Jellinek darin, dass die Persönlichkeit des Individuums eine außerhalb seiner natürlichen Freiheit liegende Fähigkeit erhält, die die Ausübung politischer Rechte erst ermöglicht. Der Einzelne wird in Ausübung einer Staatsfunktion selbst zum Staatsorgan, hat aber dadurch keine gesonderten Rechte, sondern nur staatliche Kompetenzen. Nicht die Persönlichkeit eines Königs regiert, sondern der Status, der im Rechtssinn den König zum König macht.
Als Beispiel für Beteiligungsrechte wird gerne das passive Wahlrecht genannt, während Jellinek alle politischen Rechte, die mit einem politischen Amt verbunden sind, dem Status activus zuordnet: Das Recht eines Monarchen, Regenten, Staatsoberhaupts, Richters, Staatsbediensteten oder Beamten, sowie das aktive und passive Wahlrecht.
Jellinek schreibt auch, dass der negative und positive Status in gewissem Maß von der Staatsangehörigkeit unabhängig sein kann, aber der aktive Status in der Regel mindestens die Zugehörigkeit zum jeweiligen Staat voraussetzt. Teilweise seien darüber hinaus weitere Qualitäten erforderlich, wie zum Beispiel die Geburt (zum Beispiel kann in den USA nur derjenige Präsident werden, der auch dort geboren wurde – die alleinige Staatsangehörigkeit reicht nicht aus).

## Entwicklungsgeschichtliche Sicht
Zum Beispiel war aus Sicht von Thomas H. Marshall das 18. Jahrhundert die Zeit der Bürgerrechte (Status negativus), das 19. Jahrhundert das der politischen Rechte (Status aktivus) und das 20. Jahrhundert das der sozialen Rechte (Status positivus).

## Erweiterung durch Peter Häberle
Viel Widerhall fand auch der 1971 von Peter Häberle entwickelte Status activus processualis:

### Status activus processualis
Organisation und Verfahren sind ein notwendiges Element der Wirksamkeit vieler Grundrechte, zuweilen sogar Bedingung der Grundrechtsausübung. Verfahren müssen so gestaltet sein, dass schon formale Sicherungsmechanismen für die Grundrechte bestehen, welche dann auch als drittschützende klagbare Normen zu verstehen sind. Deshalb spricht Peter Häberle von einem „Status activus processualis“.

## Aktualisierung durch Winfried Brugger
Jellineks Statuslehre wurde von Winfried Brugger aktualisiert, da er der Meinung war, dass sie aufgrund ihres Entstehungszeitpunktes am Ende des 19. Jahrhunderts nicht mehr das ganze 20. Jahrhundert erreichte.
| Staat-Bürger-Verhältnis                                | Schutzgut                                        | Problem: Unsicherheit durch                                                                   | Lösung: Sicherung durch                                                                            | Vertreter                                                                              |
| ------------------------------------------------------ | ------------------------------------------------ | --------------------------------------------------------------------------------------------- | -------------------------------------------------------------------------------------------------- | -------------------------------------------------------------------------------------- |
| 1. Souveränität: Bürger im status subiectionis         | Leben                                            | Machtzersplitterung, Bürgerkrieg, Anarchie                                                    | Territorialstaat, Fürsten-, dann Staatssouveränität, Nationalstaat, Säkularisierung                | Jean Bodin, Thomas Hobbes                                                              |
| 2. Liberalität: Bürger im status libertatis, negativus | Freiheit von                                     | Souveränitätsanmaßungen, Bevormundung in der Gesellschaft: Religion, Wirtschaft, Privatsphäre | Gewaltenteilung, Abwehrrechte, Rechtsstaat, zum Teil Föderalismus, Selbst(vor)sorge                | Montesquieu, John Locke, Immanuel Kant, Federalist Papers                              |
| 3. Demokratie: Bürger im status activus                | Politische Freiheit zu                           | Souveränitätsanmaßungen, politische Entmündigung                                              | Grundrechte auf Kommunikation, politische Partizipation, Volkssouveränität                         | Jean-Jacques Rousseau, Immanuel Kant                                                   |
| 4. Sozialstaat: Bürger im status positivus             | Gesellschaftliche Freiheit zu                    | Souveränitätsindifferenz: Verarmung, soziale Ausbeutung der Schwachen                         | Sozialversicherung, soziale Rechte in Verfassung oder Gesetzgebung                                 | Lorenz von Stein, Hermann Heller, John Rawls                                           |
| 5. Ökologischer Staat: Bürger im status oecologicus    | Ökologische Lebens- und Freiheitsvoraussetzungen | Umweltzerstörung                                                                              | Ressourcenschutz, Schutz der öffentlichen Umweltgüter, Staatsziel Umweltschutz                     | Hans Jonas, Theorie ökonomischer Externalitäten, „Von Anthropo zu Bio- und Ökozentrik“ |
| 6. Kulturstaat: Bürger im status culturalis            | Kulturelle Entfaltungsvoraussetzungen            | Kälte, Anonymität des Gemeinschaftslebens                                                     | Staatsziel Kultur, objektive Grundrechtsfunktionen zur Unterstützung reicher Lebenswelten          | Georg Jellinek, Peter Häberle                                                          |
| 7. Transnationalität I: Bürger im status Europaeus     | Freiheit im nationalen politischen Verband       | Souveränitätsdefizite, Nationalstaaten in Europa zu schwach, zu stark, zu partikularistisch   | Europarecht: Eingliederung in Europäische Gemeinschaft/Union, Europäische Menschenrechtskonvention | Europaidee: Winston Churchill, Jean Monnet, Robert Schuman, Walter Hallstein           |
| 8. Transnationalität II: Bürger im status universalis  | Freiheit im Staatenverbund                       | Nationalstaaten, EU in der Welt zu schwach, zu stark, zu partikularistisch                    | Völkerrecht: Eingliederung in internationale Organisationen, Menschenrechtspakte                   | Universalmoral: Eine Welt/ Menschheit, Immanuel Kant, John Rawls, Jürgen Habermas      |